# Quarteto Fantástico (2015)
Fantastic Four (estilizado como FANT4STIC) (Br/Prt: Quarteto Fantástico)  é um filme de ação estadunidense dirigido por Josh Trank e estrelado por Miles Teller, Kate Mara, Michael B. Jordan e Jamie Bell fazendo os papeis principais do filme como Sr. Fantástico, Mulher Invisível, Tocha Humana e o Coisa. Enquanto Toby Kebbell, Reg E. Cathey e Tim Blake Nelson completam o elenco principal. Trata-se do terceiro filme baseado na série de histórias em quadrinhos da Marvel Comics, o filme é um reboot da franquia e o quarto filme da série de filmes Quarteto Fantástico, produzido pela Constantin Film e distribuído pela 20th Century Fox.
Um novo filme do Quarteto Fantástico foi lançado em 2025, intitulado The Fantastic Four: First Steps, desta vez ambientado no Universo Cinematográfico Marvel e dirigido por Matt Shakman.

## Enredo
Reed Richards (Miles Teller) e Ben Grimm (Jamie Bell) são grandes amigos e têm trabalhado juntos em um teletransportador desde a infância, isso acaba atraindo a atenção de Professor Franklin Storm (Reg E. Cathey), diretor da Fundação Baxter, um instituto patrocinado pelo governo com o propósito de buscar jovens prodígios. Reed é recrutado para se juntar a eles e também para ajudar os filhos de Storm, a cientista Sue Storm (Kate Mara) e o técnico de Johnny Storm (Michael B. Jordan), a completar o "Portal Quântico" projetado por um protegido de Storm, Victor von Doom (Toby Kebbell), que aceita ajudar Storm devido a seus sentimentos não correspondidos por Sue.
O experimento é bem-sucedido, e o supervisor, Dr. Allen (Tim Blake Nelson), reúne um grupo de astronautas para se aventurar em uma dimensão paralela conhecida como "Planeta Zero". Desapontados por ter sido negada a chance de se juntar à expedição, Reed, Johnny e Victor recrutam Ben para ir com eles para o Portal Quântico e embarcar em uma viagem interdimensional ao Planeta Zero, lá eles aprendem que é um mundo cheio de substâncias estranhas. Victor tenta coletar uma amostra das substâncias, fazendo com que toda a estrutura que eles estão entre em colapso e no chão começa uma erupção com uma substância que parece uma lava verde.Victor não consegue escapar e cai dentro da lava. Reed, Johnny e Ben voltam para o transporte, enquanto isso Sue traz eles de volta à Terra. A máquina explode, alterando Reed, Sue, Johnny e Ben em um nível molecular-genético, proporcionando-lhes condições de super-humanos e habilidades além de seu controle. Eles são colocados sob custódia do governo e confinados a serem estudados. Culpando-se pelo acidente, Reed escapa pela saída de ar e torna-se um fugitivo, enquanto tenta, desesperadamente, encontrar uma cura.
Um ano depois, Reed é localizado na América Central por Sue e capturado por Ben, que se tornou uma ferramenta militar junto com Johnny e Sue. Johnny e Sue foram equipados com trajes especializados, um dos quais mais tarde Reed recebe, os trajes foram feitos para que eles controlem suas habilidades. Reed é trazido até a Área 57, onde o Dr. Allen recruta ele para abrir um outro portal para o Planeta Zero em troca de dar a Reed os recursos necessários para encontrar uma cura. Chegando no Planeta Zero, os exploradores enviados pelo Dr. Allen encontram Victor, que foi fundido com seu traje espacial e agora pode controlar os elementos, bem como ter telecinese, e o trazem de volta à Terra. Levado à loucura pela experiência e acreditando que a raça humana precisa ser destruída para que ele possa reconstruir o Planeta Zero à sua imagem, Victor escapa, matando cientistas e soldados na base, incluindo o Dr. Allen e o Professor Storm. Victor retorna ao Planeta Zero usando o Portal Quântico, com Ben, Johnny, Reed e Sue na perseguição.
No Planeta Zero, Victor ativa um portal, usando uma estrutura de pedras que ele construiu e que começa a consumir a paisagem da Terra. Ele é confrontado pelos quatro e, depois de uma batalha destrutiva, Ben dá um soco em Victor que vai parar no feixe de energia do portal, desintegrando-se, enquanto Johnny fecha o portal. Retornando à Terra, o grupo é recompensado por seu heroísmo, o grupo ganha uma nova base de operações do exército dos Estados Unidos. Eles decidem usar seus poderes para ajudar as pessoas e adotar o nome de "Quarteto Fantástico".

## Elenco
- Miles Teller como Reed Richards / Senhor Fantástico: Richards tem explorado o universo em sua garagem depois da escola. Ele ganha a habilidade de esticar seu corpo em diferentes formas e comprimentos.[4] Teller disse sobre o papel: "Quando li o roteiro, não senti que estava lendo este conto de super-heróis incrível e maior que a vida. Essas são todas pessoas muito humanas que acabam tendo que se tornar, eu acho, o que é conhecido como o Quarteto Fantástico. Então, para mim, foi apenas uma história muito boa e me deu a oportunidade de interpretar algo diferente da minha própria pele."[5] Owen Judge retrata Reed como uma criança, enquanto Fernando Rivera retrata Reed disfarçado.

- Michael B. Jordan como Johnny Storm / Tocha Humana: Um encrenqueiro, caçador de emoções e irmão mais novo da irmã adotiva Sue Storm, ele tem a habilidade de atirar bolas de fogo e voar.[6] Jordan disse sobre o elenco: "Somos mais ou menos um bando de crianças que sofreram um acidente e agora temos deficiências com as quais temos que lidar e tentar encontrar uma vida depois - tentar ser o mais normal possível."[7] Jordan trabalhou anteriormente com Trank em Chronicle de 2012 e, de acordo com Trank, o personagem de Jordan em Chronicle compartilha características com Johnny Storm.[8] Trank descreveu Storm como "inteligente, hilário e carismático".[9] A escalação de um ator negro, Michael B. Jordan, como o novo Johnny Storm gerou polêmica entre alguns fãs.[10] O diretor Josh Trank justificou sua decisão dizendo que a decisão de escalar Jordan como Johnny Storm foi tomada para alinhar a icônica equipe de quadrinhos com a demografia do mundo real.[11]

- Kate Mara como Sue Storm / Mulher Invisível: Brilhante, independente e sarcástica, Storm tem a habilidade de se tornar invisível e gerar campos de força.[12] Mara disse que pretendia se concentrar em tornar sua personagem "o mais real possível".[13] Trank descreveu Storm como "inteligente, digna e [com] integridade".

- Jamie Bell como Ben Grimm / O Coisa: Quente, sensível, um amigo leal e protetor, o corpo de pedra de Grimm lhe dá superforça e o torna "indestrutível". Trank disse que Grimm cresceu como uma criança alienada em um bairro "difícil".[14] Trank também disse que Bell tem "qualidades" de calor e força que as pessoas gostariam de ver em Grimm. Bell disse que Grimm é o "coração do grupo [Quarteto Fantástico]".[15] Em preparação para a performance de captura de movimento, Bell abordou o ator Andy Serkis para obter conselhos.[16] Durante as filmagens, ele usou um traje de treino e pernas de pau para combinar com a altura e a linha dos olhos do Coisa. Evan Hannemann retrata Grimm como uma criança.

- Toby Kebbell como Victor von Doom / Doutor Destino: Um técnico de informática e cientista da computação que é orientado pelo Dr. Franklin Storm. Doom encontra uma espécie de novo pai em Storm. Irritado, vingativo e brilhante,[17]  Doom foi mudado na Zona Negativa, assim como os outros personagens. Kebbell disse que se concentrou mais na voz do personagem, acrescentando: "na série animada, eles nunca conseguiram que sua voz fosse o que eu imaginava quando lia os quadrinhos quando era um garotinho. O que passei a maior parte do meu tempo fazendo não foi apenas ser um fã, mas ser um pouco pedante e garantir que conseguisse exatamente o que sempre quis ver."[18] Kinberg disse que Destino é tão central para o filme quanto os heróis "titulares". Ele acrescentou que Destino tem "aspirações e lutas que são um pouco mais classicamente trágicas do que os outros personagens" e que o filme mostraria como ele se torna um vilão.[19] O nome completo do Doutor Destino neste filme seria originalmente "Victor Domashev", mas após a reação dos fãs, foi alterado de volta para "Victor Von Doom" durante as refilmagens, para combinar com seu nome no Universo Marvel da Marvel Comics.[20]

Além disso, Reg E. Cathey interpreta Dr. Franklin Storm; pai de Sue e Johnny Storm. Tim Blade Nelson interpreta Dr. Harvey Allen. Owen Judge interpreta uma versão jovem de Reed Richards. Evan Hannemann interpreta uma versão jovem de Ben Grimm. Dan Castellaneta interpreta Sr. Kenny e Tim Heidecker interpreta Sr. Richards; pai de Reed Richards.

## Dublagem brasileira
- Estúdio de dublagem: Delart[21]

## Produção

### Desenvolvimento
Após o cancelamento do terceiro filme de Quarteto Fantástico dirigido por Tim Story, a 20th Century Fox, em agosto de 2009, começou a produção de um reboot da franquia. O filme incialmente era para fazer parte da série de filmes X-Men, previsto para fazer parte da linha do tempo revisada criada logo depois de X-Men: Days of Future Past (2014), porém depois de um tempo foi deixado para fazer parte de um universo separado. Na época, os atores Adrien Brody e Jonathan Rhys Meyers foram considerados para o papel de Sr. Fantástico, e Kiefer Sutherland para o papel de Coisa. Em julho de 2012, Josh Trank foi contratado para dirigir, vindo do sucesso de seu primeiro longa-metragem Chronicle, com Jeremy Slater contratado para escrever o roteiro. Em outubro de 2013, Simon Kinberg foi contratado como co-escritor e produtor. Em abril de 2014, a Cavalry FX foi contratada para a pré-visualização do filme.

### Elenco
Em janeiro de 2014, Kinberg terminou de reescrever o roteiro, e o elenco para os papéis de Reed Richards e Susan Storm começou. Miles Teller, Kit Harington, Richard Madden e Jack O'Connell foram testados para o papel de Reed, antes de Teller ser escalado. Enquanto isso, Kate Mara, Saoirse Ronan, Margot Robbie e Emmy Rossum foram testadas para Susan. Em fevereiro, foi revelado que Michael B. Jordan interpretaria Johnny Storm / Tocha Humana, e Mara foi escalada como Susan Storm / Mulher Invisível.  Em março, Toby Kebbell foi escalado como Victor von Doom, e Teller confirmou que Jamie Bell havia sido escalado como Ben Grimm / O Coisa. Sam Riley, Eddie Redmayne e Domhnall Gleeson foram considerados para Doutor Destino. Mads Mikkelsen também fez o teste para o papel de Doom; Mikkelsen afirmou mais tarde que a única coisa que lhe pediram para fazer durante sua audição foi esticar os braços o máximo que pudesse. Em abril, Tim Blake Nelson entrou em negociações finais para interpretar Harvey Elder. Em maio, Reg E. Cathey foi escalado como o pai de Susan e Johnny, Dr. Storm.

### Filmagens
A fotografia principal durou 72 dias, que começou no dia 5 de maio de 2014 no Centro de Mídia Celtic em Baton Rouge, Louisiana e terminou em 23 de agosto de 2014. O filme foi planejado para ser filmado em Vancouver, no Canadá, mas foi transferido para Louisiana devido aos incentivos fiscais à produção cinematográfica do estado. A conduta do diretor, Josh Trank, no set foi criticado, por ser muito isolado e indeciso.

### Pós-produção
O filme usou a empresa OTOY, sediada em Los Angeles, para seus efeitos visuais. A Moving Picture Company, a Pixomondo, a Rodeo FX e a Weta Digital também criaram efeitos visuais para o filme. A Moving Pictures Company assumiu os efeitos visuais do Coisa, criando um personagem totalmente digital baseado na performance de Jamie Bell no set e nos efeitos visuais intensos do Tocha Humana. A Weta Digital cuidou dos efeitos dos poderes de esticamento do Senhor Fantástico. A Pixomondo entregou os efeitos de campo de força e camuflagem da Mulher Invisível e aumentou o traje do Doutor Destino. James E. Price atuou como supervisor geral de efeitos visuais. Kinberg afirmou que o filme seria convertido para 3D na pós-produção, mas esses planos foram cancelados, com Trank afirmando que queria que "a experiência de visualização do Quarteto Fantástico permanecesse o mais pura possível para o público, o que significa em 2D". Uma sequência que mostrava o Coisa realizando um "mergulho bombástico" no filme foi cortada devido a restrições orçamentárias.

## Lançamento

### Bilheteria
O filme acumulou mundialmente US$ 167.977.596, sendo considerado um tremendo fracasso considerando que o orçamento da produção foi de US$ 120 milhões.

### Recepção crítica
O lançamento foi precedido de polêmica quando o elenco admitiu não ter assistido ao filme antes do lançamento. Após as primeiras críticas negativas, o diretor Josh Trank culpou os estúdios 20th Century Fox por ter editado o filme sem seu consentimento, afirmando que "teria feito uma versão fantástica do filme, mas que nunca iriam ver".
Atualmente, o filme tem uma média 9% de aprovação no Rotten Tomatoes, baseado em 19 críticas positivas e 193 negativas. O consenso dos críticos no site diz "Bobo e depressivo, este Quarteto Fantástico mostra uma terrivelmente desfocada direção para traduzir um quadrinho clássico sem o humor, alegria e emoção colorida que o fizeram tão memorável".

## Futuro

### Sequência cancelada
Antes do início das filmagens de Quarteto Fantástico, a 20th Century Fox anunciou planos para uma sequência com data de lançamento agendada para 14 de julho de 2017. A Fox então remarcou o lançamento para 2 de junho de 2017, com Planeta dos Macacos: A Guerra tomando seu lugar no horário de 14 de julho de 2017. Ela mudou a data de lançamento novamente para 9 de junho de 2017, duas semanas após a data de lançamento inicial agendada para Star Wars: The Last Jedi, 26 de maio de 2017.
Devido ao fraco desempenho de bilheteria do Quarteto Fantástico, às críticas negativas e às fracas vendas na mídia doméstica, Pamela McClintock do The Hollywood Reporter disse que isso "coloca em questão se a Fox seguirá em frente com uma sequência".

### Universo Cinematográfico Marvel
Em dezembro de 2017, a empresa-mãe da Marvel Studios, The Walt Disney Company, concordou em adquirir a empresa-mãe da 20th Century Fox, a 21st Century Fox. O CEO da Disney, Bob Iger, disse que eles planejavam integrar o Quarteto Fantástico ao Universo Cinematográfico Marvel. A fusão foi concluída em 20 de março de 2019 e, como resultado, os direitos do filme foram revertidos para a Marvel Studios. Na apresentação do Marvel Studios San Diego Comic-Con Hall H de 2019, Feige anunciou que um filme do Quarteto Fantástico ambientado no MCU está em desenvolvimento. Em dezembro de 2020, Jon Watts, diretor dos filmes do Homem-Aranha no MCU Homem-Aranha: De Volta ao Lar, Homem-Aranha: Longe de Casa e Homem-Aranha: Sem Volta para Casa, foi contratado para dirigir o filme, mas depois desistiu do projeto em abril de 2022, citando a necessidade de fazer uma pausa nos quadrinhos e filmes de super-heróis.
Reed Richards / Senhor Fantástico fez sua estreia no MCU em Doctor Strange in the Multiverse of Madness como uma variante multiversal e um membro dos Illuminati. Ele é interpretado por John Krasinski, que já havia expressado interesse em interpretar o personagem.  Além disso, a Fundação Baxter é mencionada no filme como a empregadora de Christine Palmer.
Em agosto de 2022, o diretor de WandaVision, Matt Shakman, foi revelado como estando em negociações para dirigir o filme; seu papel como diretor foi posteriormente confirmado no evento D23 de 2022. Também foi revelado que Jeff Kaplan e Ian Springer foram contratados para escrever o roteiro, com Josh Friedman revelado em março de 2023 como um novo escritor. 
The Fantastic Four: First Steps foi lançado nos Estados Unidos em 25 de julho de 2025, como o primeiro filme da Fase Seis do MCU. Feige confirmou que o filme não seria uma história de origem, uma decisão comparada à de Spider-Man: Homecoming (2017).